# Центральна бібліотека ЦБС Київського району м. Харкова
Центральна бібліотека централізованої бібліотечної системи Київського району міста Харкова — бібліотека у Харкові, заснована у 1933 році. Знаходиться на вулиці Мироносицькій, 81/85.

## Історія
Бібліотека була заснована за розпорядженням міського відділу народної освіти 25 вересня 1933 року як 10-а масова бібліотека на базі бібліотеки при студентському гуртожитку «Гігант» по вулиці Пушкінській (нині Григорія Сковороди), 79. Під час німецької влади у Харкові бібліотека не працювала. У 1944 році, після захоплення міста радянськими військами, бібліотека була одним із перших відновлених закладів і почала обслуговувати читачів. Ім'я російського поета-більшовика Володимира Маяковського бібліотеці було присвоєно в 1953 році — до 60-річчя від дня народження поета — на зборах читачів.
У 1966 році бібліотека одержала приміщення по вул. Мироносицька, 81/85.
Сьогодні бібліотека культурний, інформаційний і просвітницький центр Київського району м. Харкова.
30 квітня 2024 позбавлена прізвища Маяковського у назві, в межах процесів деколонізації, що розпочалися після російського військового вторгнення в Україну.